# Kiss of Death (album, Motörhead)
Kiss of Death je osmnácté studiové album anglické heavymetalové skupiny Motörhead. Vydalo jej dne 29. srpna 2006 hudební vydavatelství SPV a jeho producentem byl Cameron Webb, který se skupinou spolupracoval i na dalších albech. Album bylo nahráno ve studiích Paramount Studios a NRG Studios v Hollywoodu a Maple Studios v Costa Mesa. V základní verzi album obsahuje celkem dvanáct autorských skladeb. Na speciálním vydání se nachází jako bonus coververze písně „Whiplash“ od skupiny Metallica; jejími producenty byli Bob Kulick a Bruce Bouillet.

## Seznam skladeb
| Pořadí | Název                                 | Autor                               | Délka |
| ------ | ------------------------------------- | ----------------------------------- | ----- |
| 1.     | Sucker                                | Lemmy, Phil Campbell, Mikkey Dee    | 2:59  |
| 2.     | One Night Stand                       | Lemmy, Campbell, Dee                | 3:05  |
| 3.     | Devil I Know                          | Lemmy, Campbell, Dee                | 3:00  |
| 4.     | Trigger                               | Lemmy, Campbell, Dee                | 3:53  |
| 5.     | Under the Gun                         | Lemmy, Campbell, Dee                | 4:44  |
| 6.     | God Was Never on Your Side            | Lemmy, Campbell, Dee                | 4:20  |
| 7.     | Living in the Past                    | Lemmy, Campbell, Dee                | 3:45  |
| 8.     | Christine                             | Lemmy, Campbell, Dee                | 3:42  |
| 9.     | Sword of Glory                        | Lemmy, Campbell, Dee                | 3:57  |
| 10.    | Be My Baby                            | Lemmy, Campbell, Dee                | 3:40  |
| 11.    | Kingdom of the Worm                   | Lemmy, Campbell, Dee                | 4:08  |
| 12.    | Going Down                            | Lemmy, Campbell, Dee, Todd Campbell | 3:35  |
| 13.    | Whiplash (bonus na speciálním vydání) | James Hetfield, Lars Ulrich         | 3:49  |

## Obsazení
Motörhead
- Lemmy – zpěv, baskytara
- Phil „Wizzö“ Campbell – kytara
- Mikkey Dee – bicí

Ostatní hudebníci
- C. C. DeVille – kytara
- Mike Inez – baskytara
- Zoltán Téglás – doprovodné vokály